# Giorgio Fioravanti
Giorgio Fioravanti (Cesena, 14 febbraio 1921 – Roma, 1º dicembre 2007) è stato un allenatore di calcio e calciatore italiano, di ruolo portiere.
Durante la sua carriera difese prevalentemente i colori del Venezia, con la cui maglia disputò oltre un centinaio di gare del campionato di Serie A.

## Palmarès

### Giocatore

#### Competizioni nazionali
- Coppa Italia: 1

Venezia: 1940-1941